# Kurzschwanz-Seeschlange
Die Kurzschwanz-Seeschlange (Hydrophis curtus) ist eine Seeschlangenart aus der Gattung der Ruderschlangen (Hydrophis), die in Südostasien verbreitet ist.

## Merkmale
Hydrophis curtus

Link zum Bild

Die Kurzschwanz-Seeschlange weist einen kräftigen Körperbau mit verhältnismäßig kurzem Schwanz auf und erreicht eine Gesamtlänge zwischen 100 und 150 cm. Der Kopf ist relativ breit. Die Körperschuppen sind sechseckig. Die Körperschuppen der unteren drei bis vier Reihen sind größer als die übrigen. Es sind am Hals 23 bis 35 Reihen und um den Körper 25 bis 43 Reihen Körperschuppen vorhanden. Die Schuppen der Körperunterseite und am Kinn können gekielt sein. Die Bauchseite zeigt 114 bis 230 kleine Bauchschulde. Der Giftapparat besteht, wie für Giftnattern typisch, aus seitlich des Schädels befindlichen Giftdrüsen (spezialisierte Speicheldrüsen) und im vorderen Oberkiefer befindlichen, unbeweglichen Fangzähnen (proteroglyphe Zahnstellung). Hinter den Fangzähnen zeigen sich im Oberkäfer auf jeder Seite 3 bis 16 Zähne. Die Körperfärbung variiert oberseits zwischen grünlich und gelblich, die Bauchseite ist weißlich. Über den Körper verteilt zeichnen sich dunklere grünlich bis schwarze Bänder, die am Rücken teilweise in Längsrichtung miteinander verschmolzen sein können. Es gibt Exemplare, bei denen die Bänder auf der Bauchseite zusammen laufen. Ruderschlangen der Art Hydrophis curtus weisen einen signifikanten Sexualdimorphismus auf, wobei die Weibchen deutlich größer als die Männchen sind.

## Lebensweise
Die Art kommt hauptsächlich in flachen Küstengewässern in Wassertiefen von 4 bis 40 Metern vor, wurde aber auch bereits in Tiefen bis zu 55 Metern beobachtet. Auch schwimmt sie gelegentlich von den Küsten aus flussaufwärts und ist somit auch in Süßwasser anzutreffen, dass sie als Trinkwasser benötigen.
Die Seeschlangenart ist ein Nahrungsgeneralist, die zahlreiche Arten von benthischen und pelagischen Fischen sowie Tintenfische und Krebstiere frisst. An der Westküste Indiens bei Goa wurden in einer Studie als Hauptbeute Fische aus den Familien der Heringe (57 %) und Hundszungen (34 %) identifiziert. Hydrophis curtus ist vivipar (lebendgebärend). In Australien lebende Weibchen bekommen vermutlich jährlich zwischen März und Juni durchschnittlich 4,3 Jungtiere.

## Verbreitungsgebiet und Gefährdung
Hydrophis curtus ist in den Küstengebieten Südostasiens verbreitet. Dort kommt sie im Persischen Golf vor, im Indischen Ozean, an den Küsten von Südchina, Vietnam, Taiwan und dem indoaustralischen Archipel.
Die Art wird von der IUCN als nicht gefährdet (least concern) eingestuft. Mögliche Bedrohungen für diese weit verbreitete und häufig anzutreffende Art sind Schleppfischerei und der Rückgang an geeigneten Lebensräumen insbesondere Korallenriffen durch die Globale Erwärmung.

## Nutzung
In Thailand werden die Seeschlangen kommerziell gefangen. Im Golf von Thailand wird die Art von vietnamesischen Fischern in großer Zahl gefangen und kommerziell unter anderem nach China verkauft.
In Malaysia in der Nähe der thailändischen Grenze wurde eine große Anzahl von Seeschlangenhäuten (mehr als 6.500), vermutlich von der Art H. curtus, beschlagnahmt und 2008 wurden auch auf der östlichen Halbinsel Malaysias Fänge von etwa 100 Kurzschwanz-Seeschlangen beobachtet. In Indonesien wurde die Art bis in die 1980er Jahre kommerziell gefangen.

## Gift
Das Gift besteht aus postsynaptisch wirkenden Neurotoxinen und Myotoxinen, die Nierenversagen verursachen. Tödliche Schlangenbisse sind bekannt.

## Systematik

Skizze von Hydrophis pelamidoïdes aus der Iconographia Zoologica

Die Art wurde 1802 von dem englischen Naturforscher George Shaw unter dem Taxon Hydrus curtus erstbeschrieben. Teilweise wird die Art nicht der Gattung der Ruderschlangen (Hydrophis), sondern der Gattung Lapemis zugeordnet. Die Art Hydrophis hardwickii wird teilweise mit Hydrophis curtus synonymisiert oder als Unterart angesehen.
In der Literatur verwendete Synonyme sind chronologisch sortiert:
- Hydrus Curtus Shaw 1802
- Hydrophis pelamidoides Schlegel 1837[14]
- Lapemis curtus Gray 1842
- Lapemis loreatus Gray 1843
- Hydrophis pelamidoides Duméril & Bibron 1854
- Hydrophis pelamidoides var. annulata Fischer 1855
- Hydrophis propinquus Jan 1859
- Hydrophis abbreviatus Jan 1863
- Hydrophis brevis Jan 1863
- Hydrophis fayreriana Anderson 1871
- Hydrophis pelamoides Hilgendorf 1876
- Hydrophis hardwickei Boettger 1888
- Enhydris curtus Werner 1895
- Lapemis curtus Rasmussen 1997
- Hydrophis curtus Sanders 2012